# لوک کورپوریشن
لوک کورپوریشن (انگلیسی: Look Corporation) شرکت تجهیزات ورزشی فرانسوی است، که در سال ۱۹۵۱ تأسیس شد.